# Брюккль
Брюкль (нем. Brückl) — ярмарочная община (нем. Marktgemeinde) в Австрии, в федеральной земле Каринтия. Входит в состав округа Санкт-Файт-ан-дер-Глан.
Население составляет 2717 человек (на 1 января 2018 года). Занимает площадь 46,68 км². Официальный код — 2 05 02.

## Политическая ситуация

### Выборы—2003
Бургомистр общины — Вольфганг Шаллер (СДПА) по результатам выборов 2003 года.
Совет представителей общины (нем. Gemeinderat) состоит из 23 мест:
- СДПА занимает 15 мест;
- АНП занимает 4 места;
- АПС занимает 4 места.

### Выборы—2015
Бургомистр общины — Буркхард Труммер (СДПА) по результатам выборов 2015 года.
Совет представителей общины состоит из 19 мест:
- СДПА занимает 8 мест;
- АПС занимает 4 места;
- «ECHT» занимает 3 места;
- «NUT» занимает 2 места;
- «BLB» занимает 2 места.